# Günter Prabutzki
Günter Prabutzki (* 27. Januar 1922) war ein deutscher Fußballspieler. Er spielte 1950/51 in der DDR-Oberliga, der höchsten Liga im DDR-Fußball.

## Sportliche Laufbahn
Erstmals tauchte Günter Prabutzki 1947 in der Sportberichterstattung als Fußballspieler der SG Lichtenberg Nord auf. Zu dieser Zeit spielten die Lichtenberger in der Gesamtberliner Fußball-Stadtklasse, der höchsten Spielklasse der deutschen Hauptstadt.
Zur Saison 1950/51 wurde aufgrund der Einführung des Vertragsspielersystems der Berliner Fußball gespalten. Die ostdeutschen Sportpolitiker akzeptierten diese Maßnahme nicht und gliederten die Ostberliner Fußballmannschaften in den DDR-Fußballbetrieb ein. Die drei zuvor bestplatzierten Mannschaften, unter ihnen die Lichtenberger (inzwischen SC 47), wurden der DDR-Oberliga zugeschlagen. Zum Spieleraufgebot des Sportclubs gehörte auch wieder der inzwischen 28-jährige Günter Prabutzki. Er war von Beginn an Stammspieler und bestritt 29 der 34 ausgetragenen Oberligaspiele. Er wurde sowohl als Abwehr- wie auch als Mittelfeldspieler eingesetzt und erzielte drei Tore. Außerdem wirkte er in zwei Spielen der Ostberliner Stadtauswahl mit.
Die Lichtenberger schafften es nicht, sich der Oberliga zu halten und stiegen am Saisonende in die zweitklassige DDR-Liga ab. Auch dort konnte Prabutzki seinen Stammplatz, nun hauptsächlich als Abwehrspieler, behaupten. Er kam in allen 21 Ligaspielen zum Einsatz und schoss erneut drei Tore. Auch für die DDR-Liga erwies sich Lichtenberg 47 als zu schwach und stieg abermals ab. In der Drittklassigkeit verblieb man über mehrere Jahre, und auch Günter Prabutzki kehrte nicht mehr in die oberen Ligen zurück. Am 29. Januar 1956 bestritt er in einem Freundschaftsspiel gegen die SG Adlershof sein 400. Spiel für Lichtenberg 47, und in der Saison 1960 (Kalenderjahrspielzeit) war er als Trainer bei Lichtenberg 47 tätig.